# Kevin Fagan
Kevin Scott Fagan (Lake Worth, 25 aprile 1963) è un ex giocatore di football americano statunitense che ha giocato nel ruolo di defensive end per tutta la carriera per i San Francisco 49ers della National Football League (NFL) vincendo due Super Bowl. Al college ha giocato a football all'Università di Miami.

## Carriera
Fagan fu scelto nel corso del quarto giro (102º assoluto) del Draft NFL 1986 dai San Francisco 49ers. Fu uno dei migliori defensive lineman  della lega nella difesa sulle corse, prima che infortuni alla schiena, alla spalla e alle ginocchia lo costrinsero al ritiro dopo la stagione 1994. Nel 1990, Fagan fu inserito dalla United Press International nel Second-team All-Pro dopo avere terminato con un primato in carriera di 9,5 sack.

## Palmarès

### Franchigia
- Super Bowl : 2

San Francisco 49ers: XXIII, XXIV
- National Football Conference Championship: 2

San Francisco 49ers: 1988, 1989

## Statistiche
| Partite totali | 83   |
| Sack           | 25,5 |
| Intercetti     | 0    |